# Ácido hentriacontílico
El ácido hentriacontílico (también llamado ácido hentriacontanoico, ácido henatriacontílico o ácido henatriacontanoico) es un ácido graso saturado de 31 átomos de carbono (C31:0).